# Circuito Brasileiro de Voleibol de Praia Feminino Sub-21 de 2018
O Circuito Brasileiro de Voleibol de Praia Sub-21 de 2018, também chamado de Circuito Banco do Brasil de Vôlei de Praia Sub-21, foi a décima sexta edição da principal competição nacional de Vôlei de Praia na categoria Sub-21 na variante feminina, iniciado em 17 de fevereiro de 2018.

## Resultados

### Circuito Sub-21
| Evento                                                                  | Ouro                          | Prata                              | Bronze                           | Quarto lugar                      |
| 1ª Etapa João Pessoa, Paraíba 17 a 20 de fevereiro de 2018.             | Victória Tosta Aninha Santos  | Vitória Rodrigues Carolina Ferrari | Ingridh Arrigo Amanda Mariano    | Talita Simonetti Amanda Nunes     |
| 2ª Etapa Rio de Janeiro, Rio de Janeiro 25 a 28 de junho de 2018.       | Victória Tosta Aninha Santos  | Roberta Glatt Vitória Rodrigues    | Débora Cassini Thâmela Coradello | Talita Simonetti Amanda Nunes     |
| 3ª Etapa Jaboatão dos Guararapes, Pernambuco 13 a 16 de agosto de 2018. | Victória Tosta Aninha Santos  | Ingridh Arrigo Amanda Mariano      | Talita Simonetti Amanda Nunes    | Débora Cassini Thâmela Coradello  |
| 4ª Etapa Manaus, Amazonas 4 a 6 de outurbo de 2018.                     | Talita Simonetti Amanda Nunes | Isabella Nagel Monique Rossato     | Ingridh Arrigo Amanda Mariano    | Helena Weber Larissa Teles "Lari" |